# Organización Internacional para el Libro Juvenil
La Organización Internacional para el Libro Juvenil, (en inglés:IBBY o International Board on Books for Young People) es un colectivo internacional de asociaciones y personas interesadas en fomentar la lectura entre los niños y jóvenes. Se fundó en Zúrich en 1953 y hoy tiene su sede en Basilea. En la actualidad cuenta con más de sesenta secciones nacionales, aunque de muy diversa entidad. 
Cada dos años la organización publica la Lista de Honor IBBY, selección de libros sobresalientes que se hayan publicado en ese periodo en los países miembros; las secciones nacionales nominan a esta lista un libro de las tres categorías existentes: Autores, Ilustradores, Traductores (los países con una producción importante y continua de libros para niños en más de un idioma pueden proponer hasta tres libros en las categorías primera y tercera en cada idioma oficial).

## Congresos internacionales
Las personas asociadas a esta organización y otros interesados de la comunidad internacional en torno a los libros infantiles y juveniles se reúne con periodicidad bianual en un congreso que suele estar hospedado por alguna representación nacional en el mundo. Sirve además como espacio para celebrar la Asamblea General y otras reuniones clave, así como exhibiciones especiales.
- 1998 Nueva Delhi
- 2000 Cartagena de Indias
- 2002 Basilea
- 2004 Ciudad del Cabo
- 2006 Macau, China
- 2008 Copenhague
- 2010 Santiago de Compostela
- 2012 Londres
- 2014 Ciudad de México[2]
- 2016 Auckland
- 2018 Estambul
- 2020 Moscú
- 2022 Putrajaya
- 2024 Trieste

## Secciones nacionales de lengua española

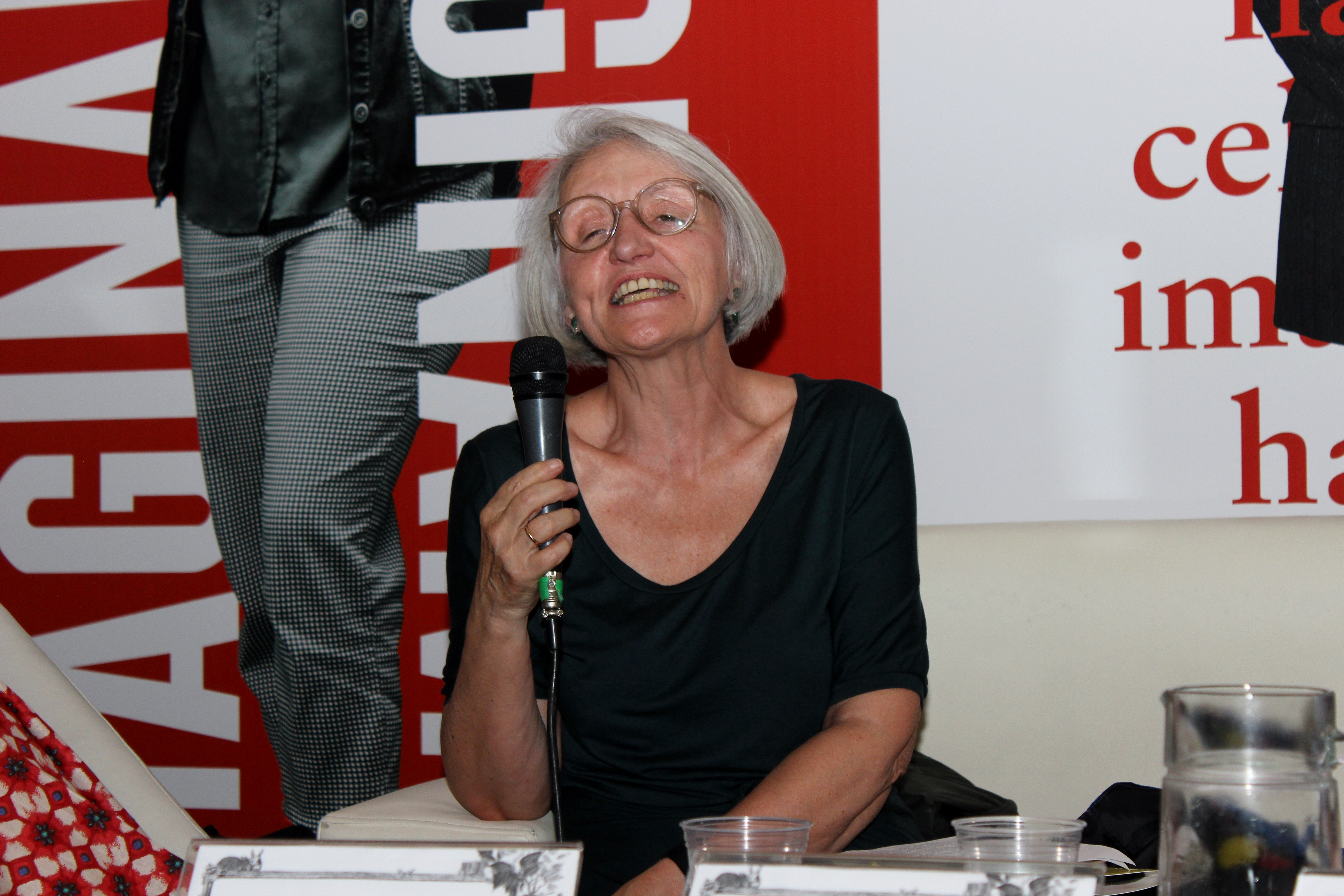
Constanza Mekis, presidenta de IBBY Chile, en la FILSA 2018

- ALIJA: la sección argentina es Asociación del Libro Infantil y Juvenil de la Argentina.
- IBBY Chile: la sección chilena, fundada en 1964 por Marcela Paz, la creadora del personaje Papelucho.
- Fundalectura: La sección colombiana es Fundación para el fomento de la lectura, creada en 1990 por una serie de instituciones privadas,
- La sección de Cuba es conocida como Comité Cubano del IBBY, fundado en 1983.
- Girándula: la sección de Ecuador es Asociación ecuatoriana del libro infantil y juvenil).
- OEPLI: la sección española es la Organización Española Para el Libro Infantil y juvenil, creada en 1982 a partir de la antigua Comisión de Literatura Infantil del INLE (Instituto Nacional del Libro Español). Junto con el Ministerio de Cultura, entrega el premio Lazarillo de ilustración y de creación literaria.
- IBBY México: sección mexicana es la Asociación Mexicana para el Fomento del Libro Infantil y Juvenil, fue fundada en 1979.
- CEDILI: en el Perú la sección correspondiente es el Centro de Documentación e Información de Literatura Infantil.